# Fred Jones (baloncestista)
Frederick Terrell "Fred" Jones (Malvern, Arkansas, 11 de marzo de 1979) es un exjugador de baloncesto estadounidense que disputó 7 temporadas en la NBA. Con 1,88 metros de altura, jugaba en la posición de escolta.

## Carrera

### Universidad
Procedente del Instituto Sam Barlow en Gresham, un suburbio de Portland, asistió cuatro años a la Universidad de Oregón. En su año sénior lideró a los Ducks a la Elite Eight y fue un serio candidato a ganar el premio al mejor jugador del año de la PAC-10 tras promediar 18,6 puntos por partido.

### Profesional

#### NBA
Jones fue escogido por Indiana Pacers en el Draft de la NBA de 2002 en la 14.ª posición. En su primer año no jugó mucho, promediando 1.2 puntos por noche en 19 encuentros. Su anotación se incrementó a casi 5 puntos por partido en su segunda temporada, jugando además 81 partidos. En la 2004-05 dobló sus números, llegando hasta los 10.6 puntos, en parte porque su compañero Ron Artest había sido suspendido por la liga para el resto de temporada. En su primer partido como titular tras el incidente, Jones anotó 31 puntos, récord en su carrera, ante Orlando Magic. 
En 2004, ganó el concurso de mates, derrotando al doble-campeón Jason Richardson.
En verano de 2006, firmó con Toronto Raptors, pero fue traspasado a mitad de temporada a Portland Trail Blazers a cambio de Juan Dixon.
Junto con Zach Randolph y Dan Dickau, fue traspasado a los New York Knicks el 28 de junio de 2007 a cambio de Channing Frye y Steve Francis.
El 28 de diciembre de 2008, firma con Los Angeles Clippers como agente libre. Fue cortado el 5 de enero de 2009, pero firmando un contrato de 10 días, tres días más tarde. On Finalmente el 30 de enero firmó por lo que resta de temporada.

#### Italia
En agosto de 2009 Jones firmó con el equipo italiano Pallacanestro Biella. Tras sufrir una lesión en el hombro, Jones volvió a los Estados Unidos para rehabilitarse.

#### China
El 3 de noviembre de 2010, se anunció su contratación por los Guangdong Southern Tigers de la Chinese Basketball Association (CBA). Fue cortado en enero de 2011.

### Entrenador
Jones volvió a Oregón a completar sus estudios y fue parte del equipo técnico de los Ducks en la 2015–16.

## Estadísticas de su carrera en la NBA

### Temporada regular
| Año     | Equipo   | PJ  | PT | MPP  | %TC  | %3P  | %TL  | RPP | APP | ROB | TPP | PPP  |
| ------- | -------- | --- | -- | ---- | ---- | ---- | ---- | --- | --- | --- | --- | ---- |
| 2002–03 | Indiana  | 19  | 1  | 6.1  | .375 | .286 | .750 | .5  | .3  | .3  | .1  | 1.2  |
| 2003–04 | Indiana  | 81  | 2  | 18.6 | .395 | .303 | .832 | 1.6 | 2.1 | .8  | .2  | 4.9  |
| 2004–05 | Indiana  | 77  | 14 | 29.5 | .425 | .380 | .850 | 3.1 | 2.5 | .8  | .4  | 10.6 |
| 2005–06 | Indiana  | 68  | 2  | 27.0 | .417 | .337 | .763 | 2.5 | 2.3 | .8  | .3  | 9.6  |
| 2006–07 | Toronto  | 39  | 9  | 22.3 | .386 | .317 | .830 | 2.1 | 1.4 | .8  | .3  | 7.6  |
| 2006–07 | Portland | 24  | 3  | 18.7 | .384 | .259 | .846 | 1.4 | 2.2 | .8  | .2  | 4.8  |
| 2007–08 | New York | 70  | 26 | 25.1 | .421 | .385 | .746 | 2.4 | 2.4 | .7  | .3  | 7.6  |
| Total   | Total    | 378 | 57 | 23.3 | .412 | .351 | .808 | 2.2 | 2.1 | .8  | .2  | 7.5  |

### Playoffs
| Año   | Equipo  | PJ | PT | MPP  | %TC  | %3P  | %TL  | RPP | APP | ROB | TPP | PPP |
| ----- | ------- | -- | -- | ---- | ---- | ---- | ---- | --- | --- | --- | --- | --- |
| 2004  | Indiana | 14 | 0  | 18.8 | .490 | .500 | .714 | 2.4 | 1.1 | .5  | .5  | 4.7 |
| 2005  | Indiana | 13 | 0  | 18.0 | .296 | .391 | .923 | 1.8 | 1.0 | .6  | .2  | 4.1 |
| 2006  | Indiana | 6  | 1  | 27.8 | .417 | .375 | .917 | 3.3 | 2.5 | 1.0 | .2  | 7.8 |
| Total | Total   | 33 | 1  | 20.1 | .397 | .426 | .875 | 2.3 | 1.3 | .6  | .3  | 5.0 |